# شریف‌آباد قوزان
شریف‌آباد قوزان، روستایی از توابع بخش مرکزی شهرستان ملایر در استان همدان ایران است.

## جمعیت
این روستا در دهستان حرم‌رود علیا قرار دارد و براساس سرشماری مرکز آمار ایران در سال ۱۳۹۵، جمعیت آن ۴۴۰ نفر (۱۳۷خانوار) بوده‌است.